# 가쿠엔 (교육 기관)
가쿠엔(일본어: 学園)은 일본에서 가쿠인 뿐만 아니라 학교 등과 거의 같은 의미를 가지는 용어이다. 학교와 교육 기관을 나타내는 다양한 의미, 용법으로 사용되고 있다. 보다시피 한국어의 학원과 뜻이 같다.

## 같이 보기
- 가쿠인
- 학원
- 입시 학원